# CBC电视台 (日本)
株式会社CBC电视（日语：／ CBC Terebi */?）是日本的一家以中京广域圈（爱知县、岐阜县、三重县）为放送地域的电视台，由中部日本放送全资控股，为JNN联播网成员，呼号为“JOGX-DTV”。

## 概况
中部日本放送的电视广播则开播于1956年12月1日，开播时呼号为“JOAR-TV”。2013年4月1日，中部日本放送的电台广播业务由子公司CBC電台继承，中部日本放送的电视频道呼号由“JOAR-DTV”改为“JOGX-DTV”，电视频道名称同步从“中部日本放送”改为“CBC电视台”（CBCテレビジョン）。2014年4月1日，中部日本放送的电视广播业务由子公司“株式会社CBC电视”继承，中部日本放送则转型为依照日本法律设立的“认定广播控股公司”（日語：認定放送持株会社），成为东京以外的第一家广播控股公司。

## 著名節目

### 電視劇
- 孩子們的戰爭
- 美少女戰士

### 電視動畫
- 最終兵器彼女
- 魔女之刃
- Angel Beats!